# Standart (zeilwagenrijden)
Standart is een klasse in het zeilwagenrijden.

## Voertuig
De standart is een eenheidsklasse, de zeilwagens worden vervaardigd door het bedrijf Seagull. De afmetingen van het voertuig liggen tussen die van klasse 3 en klasse 5 in. 
Het voertuig heeft een metalen chassis, zetel van gesloten polyester en een zeil van 5,8 m². De zeilwagen is vier meter in lengte en 2,64 meter in breedte, met een gewicht van 70 kilogram.

## Wedstrijden
De Standart-klasse maakte voor het eerst deel uit van het EK zeilwagenrijden in 1996 in het Franse Asnelles. Op het wereldkampioenschap werd deze klasse geïntroduceerd in 1998 in het Belgische De Panne.

## Erelijst

### Heren
| EK / WK | EK / WK                        | EK / WK                | EK / WK             | EK / WK              |
| Jaar    | Locatie                        | Goud                   | Zilver              | Brons                |
| ------- | ------------------------------ | ---------------------- | ------------------- | -------------------- |
| EK 1996 | Asnelles (Frankrijk)           | Jean Philippe Krischer | Paul Ganier         | Benoît Catry         |
| EK 1997 | Lytham St Annes (VK)           | David Ravaut           | Yann Leclerc        | René Hingant         |
| WK 1998 | De Panne (België)              | Paul Ganier            | Yann Demuysere      | David Ravaut         |
| EK 1999 | Borkum (Duitsland)             | Damien Telle           | Paul Ganier         | Yann Demuysere       |
| WK 2000 | Terschelling (Nederland)       | Damien Telle           | Roland Felleiter    | Sylvain Lebaillif    |
| EK 2001 | Vendée (Frankrijk)             | Damien Telle           | Antony Cottard      | Sylvain Lebaillif    |
|         |                                |                        |                     |                      |
| EK 2003 | De Panne (België)              | Anthony Cottard        | Sylvain Lebaillif   | René Hingant         |
| WK 2004 | Sankt Peter-Ording (Duitsland) | Damien Telle           | Ludovic Léfèvre     | Jean-Claude Bouville |
| EK 2005 | Terschelling (Nederland)       | Sylvain Lebaillif      | Ronan Simoneau      | Jean-Claude Bouville |
| WK 2006 | Le Touquet (Frankrijk)         | Ronan Simoneau         | Frederic Tip        | François Garnavault  |
| EK 2007 | Hoylake (VK)                   | François Garnavault    | Pablo Reyes         | Yann Demuysere       |
| WK 2008 | Rada Tilly (Argentinië)        | Ronan Simoneau         | Waldemar Konopka    | François Garnavault  |
| EK 2009 | Sankt Peter-Ording (Duitsland) | David Denut            | Waldemar Konopka    | François Garnavault  |
| WK 2010 | De Panne (België)              | Yann Demuysere         | David Denut         | François Garnavault  |
| EK 2011 | Hoylake (Verenigd Koninkrijk)  | David Denut            | François Garnavault | Waldemar Konopka     |
| WK 2012 | Cherrueix (Frankrijk)          | François Garnavault    | Benoît Lefeuvre     | Waldemar Konopka     |
| EK 2013 | Sankt Peter-Ording (Duitsland) | Kevin Mingot           | Thierry Kaisin      | Benoît Lefeuvre      |
| WK 2014 | Smith Creek Playa (VS)         | Thierry Kaisin         | Alain Lebrun        | François Garnavault  |
| EK 2015 | De Panne (België)              | David Denut            | Thierry Kaisin      | Cédric Floc'h        |
| EK 2016 | Bretteville-sur-Ay (Frankrijk) | Kevin Mingot           | Cédric Floc'h       | David Denut          |
| EK 2017 | Hoylake (Verenigd Koninkrijk)  | Kevin Mingot           | Bertrand Pouwels    | Waldemar Konopka     |
| WK 2018 | Sankt Peter-Ording (Duitsland) | Kevin Mingot           | Dominique Pageot    | Graeme Grant         |
| EK 2019 | Terschelling (Nederland)       | Waldemar Konopka       | Manfred Nielsen     | David Denut          |

### Dames
| EK / WK | EK / WK                        | EK / WK                           | EK / WK                           | EK / WK                     |
| Jaar    | Locatie                        | Goud                              | Zilver                            | Brons                       |
| ------- | ------------------------------ | --------------------------------- | --------------------------------- | --------------------------- |
| EK 1996 | Asnelles (Frankrijk)           | Isabelle Gaignon                  | Vera Lemke                        |                             |
| EK 1997 | Lytham St Annes (VK)           | Véronique Ribaud de Gineste       | Christine Heath                   | Annelies Heutink            |
| WK 1998 | De Panne (België)              | Véronique Ribaud de Gineste       | Veerle De Gryse                   | Aurélie Cottard             |
| EK 1999 | Borkum (Duitsland)             | Véronique Ribaud de Gineste       | Aurélie Cottard                   | Marie-Christine Geffray     |
| WK 2000 | Terschelling (Nederland)       | Véronique Ribaud de Gineste       | Marie-Christine Geffray           | Annelies Heutink            |
| EK 2001 | Vendée (Frankrijk)             | Véronique Ribaud de Gineste       | Aurélie Cottard                   | Marie-Christine Geffray     |
|         |                                |                                   |                                   |                             |
| EK 2003 | De Panne (België)              | Véronique Ribaud de Gineste       | Marie-Christine Ribaud de Gineste | Rebecca Dauwe               |
| WK 2004 | Sankt Peter-Ording (Duitsland) | Marie-Christine Ribaud de Gineste | Christine Chuberre                | Véronique Ribaud de Gineste |
| EK 2005 | Terschelling (Nederland)       | Marie-Christine Ribaud de Gineste | Christine Chuberre                | Annelies Heutink            |
| WK 2006 | Le Touquet (Frankrijk)         | Marie-Christine Ribaud de Gineste | Véronique Ribaud de Gineste       | Christine Chuberre          |
| EK 2007 | Hoylake (VK)                   | Marie-Christine Ribaud de Gineste | Christel-Marie Kranz              | Julie Saubain               |
| WK 2008 | Rada Tilly (Argentinië)        | Christel-Marie Kranz              | Marie-Christine Ribaud de Gineste | Mary Robertson              |
| EK 2009 | Sankt Peter-Ording (Duitsland) | Julie Saubain                     | Christel-Marie Kranz              | An Samyn                    |
| WK 2010 | De Panne (België)              | Marie-Christine Ribaud de Gineste | Christel-Marie Kranz              | Julie Saubain               |
| EK 2011 | Hoylake (Verenigd Koninkrijk)  | Julie Saubain                     | Marie-Christine Ribaud de Gineste | Christel-Marie Kranz        |
| WK 2012 | Cherrueix (Frankrijk)          | Morgane Floc'h                    | Anne Lefebvre                     | Julie Saubain               |
| EK 2013 | Sankt Peter-Ording (Duitsland) | Anne Lefebvre                     | Eloise Le Lonquer                 | Marie Clouet                |
| WK 2014 | Smith Creek Playa (VS)         | Morgane Floc'h                    | Mary Robertson                    | Katoo Demuysere             |
| EK 2015 | De Panne (België)              | Anne Lefebvre                     | Guaiana Dumortier                 | Alexia Kamoen               |
| EK 2016 | Bretteville-sur-Ay (Frankrijk) | Anne Lefebvre                     | Morgane Floc'h                    | Christine Heath             |
| EK 2017 | Hoylake (Verenigd Koninkrijk)  | Morgane Floc'h                    | Anne Lefevbre                     | Nathalie Devigne            |
| WK 2018 | Sankt Peter-Ording (Duitsland) | Morgane Floc'h                    | Anke Münch                        | Renee Fields                |
| EK 2019 | Terschelling (Nederland)       |                                   |                                   |                             |